# 杉田祐一
杉田 祐一（すぎた ゆういち、1988年9月18日 - ）は、宮城県仙台市出身の日本の元男子プロテニス選手。ATPランキング自己最高位はシングルス36位。ダブルス363位。これまでにATPツアーでシングルス1勝を挙げている。身長175cm。体重72kg。右利き、バックハンド・ストロークは両手打ち。
日本人で史上3人目のATPツアーシングルス優勝者。自己最高世界ランキングは松岡修造の46位を抜いて日本人歴代3位である。

## 選手経歴

### ジュニア時代
7歳からテニスを始め、仙台市立長命ケ丘小学校在校時の小五で全国大会に出場した。その後仙台市立長命ケ丘中学校と進学し、中一時に吉田記念テニス研修センターで学ぶべく、千葉県の柏市立松葉中学校に転校した。のち、湘南工大附高に進学し、2005年のインターハイシングルス優勝。

### 2006年 フューチャーズ初優勝
2006年全豪オープンジュニア男子シングルスに出場。同年10月1日、三菱電機とプロ契約。直後に開催された世界スーパージュニアテニス選手権大会で日本人として94年大会の鈴木貴男以来12年振りとなる男子シングルス優勝を決める。また、高校生初のテニス日本リーグ出場も果たした。

### 2007年 デビス杯初勝利
2007年度トップアスリート入学試験（第一期）にて早稲田大学に進学（同期に福原愛、斎藤佑樹らがいた）。同年デビスカップ日本代表にも選ばれ、当時最年少勝利を飾る。

### 2008年 フューチャーズ6勝目
大学入学後はATPランキングも1000番台まで落ち込むなど伸び悩む時期もあったが、6月に日本で行われたツアー下部のフューチャーズ大会で予選から勝ち上がり、優勝すると、そこからフューチャーズ大会4連続優勝を果たし、年初に1007位だったシングルスランクを年末には341位まで大幅に上昇させた。

### 2009年 ツアー本戦初出場
2009年も引き続きランキングを伸ばしており、5月にはシングルスランクも200位台に上昇された。8月にはシティ・オープンの予選を勝ち上がり、初めて自力でATPツアー本戦出場を果たしたが、1回戦でソムデブ・デバルマンに0-6, 6-7(6)のストレートで敗れた。全日本テニス選手権では初の決勝進出を果たしたが、連覇を狙う添田豪に敗れ、準優勝。

### 2010年 チャレンジャー初優勝
3月の島津全日本室内テニス選手権大会において、決勝でマシュー・エブデンを4-6, 6-4, 6-1のフルセットで破り、ATPチャレンジャーツアー初優勝。10月の全日本テニス選手権男子シングルスでは、決勝で鈴木貴男を6-1, 6-3のストレートで下し大会初優勝を果たした。

### 2011年 ツアー初勝利
1月のチェンナイ・オープンでは予選を勝ち上がって1回戦でダスティン・ブラウンを6-4, 2-6, 6-2で破りATPワールドツアーでのシングルス初勝利を挙げた。
9月に行われたデビスカップのワールドグループ・プレーオフ対インド戦では初日にシングルスで起用されると、相手国エースのソムデブ・デバルマンを6-3, 6-4, 7-5のストレートで下し、錦織圭、添田豪の勝利を合わせインドに4-1で勝利し27年ぶりのワールドグループ復帰に貢献した。

### 2012年 全日本テニス選手権優勝
1月、チェンナイ・オープンの予選を突破し本戦出場すると、1回戦では第8シードのオリビエ・ロクスを6-3, 6-4、2回戦では盧彦勳を7-6(5), 6-4で破り自身初のATPワールドツアーベスト8進出を果たす。準々決勝では第2シードのニコラス・アルマグロに6-4, 6-7(8), 4-6のフルセットで敗れた。
全日本テニス選手権では伊藤竜馬を6-4, 6-3のストレートで下し2年ぶり2度目の優勝を飾った。

### 2013年 チャレンジャー2勝目
2月、デビスカップのアジア・オセアニアゾーングループ1回戦インドネシア戦において、シングルスで出場。相手エース格のクリストファー・ルンカットを6-1, 6-3と寄せ付けず勝利をおさめた。7月のアメリカ・ニューポートで行われたテニス殿堂選手権では2回戦に進出。9月の上海チャレンジャーでは、決勝で守屋宏紀を6-3, 6-3のストレートで下しチャレンジャーツアー2勝目をあげた。

### 2014年 グランドスラム初出場
6月のウィンブルドン選手権にて、グランドスラム18回目の予選出場にして初めて予選を突破し本選出場を果たした。一回戦で第19シードのフェリシアーノ・ロペスに6-7(6), 6-7(6), 6-7(7)のストレートで敗れた。10月にはインドのプネーチャレンジャーで優勝しチャレンジャーツアー3勝目をあげた。

### 2015年 チャレンジャー5勝目
6月、ウィンブルドン選手権の予選を突破し2年連続で本戦出場したが、1回戦でブラジュ・カウチッチに6-7, 3-6, 6-7で敗れた。その後、7月のテニス殿堂選手権、コロンビア・オープンではともに2回戦に進出した。
9月にタイのバンコクチャレンジャー、11月に同じくタイのホアヒンチャレンジャーで優勝し、チャレンジャーツアーにおいて自身初の1シーズンでの複数タイトルを手にした。

### 2016年 トップ100入り
全豪オープンでは予選決勝でデニス・ノビコフに6-4, 4-6, 6-3で勝利し、全豪オープン初出場を果たす。本戦1回戦では第23シードのガエル・モンフィスと対戦し、1-6, 3-6, 2-6で敗れた。2月の京都チャレンジャーでは第1シードで出場すると、決勝で中国の張択に勝利しチャレンジャーツアー6勝目を挙げる。翌週2月29日付の世界ランキングで99位に浮上し、トップ100入りを果たした。
6月のゲリー・ウェバー・オープンでは、予選決勝で伊藤竜馬をストレートで下し予選突破すると、1回戦で世界ランキング63位のテイラー・フリッツに降雨によるサスペンデッドを挟みながら7-6(4), 2-6, 6-3のフルセットで勝利し、500シリーズでの初勝利を挙げる。2回戦で前年準優勝者のアンドレアス・セッピに3-6, 0-6で敗れた。ウィンブルドンの予選では1回戦では世界ランク708位のマーカス・ウィリスに敗れ、3年連続本戦出場はならず。
7月、ロジャーズ・カップにおいてATPマスターズ1000の本戦初出場を果たすが、1回戦でグリゴール・ディミトロフに7-5, 6-7(5), 4-6のフルセットで惜敗した。リオデジャネイロオリンピックでは基準となる6月6日時点の世界ランキングは106位で当初出場権が無かったものの、上位者の欠場が相次いだためITF推薦枠で五輪初出場を果たした。シングルス1回戦でアメリカのブライアン・ベイカーに5-7, 7-5, 6-4で勝利し、2回戦で第15シードのジル・シモンに6-7(3), 2-6で敗れた。翌週のウエスタン・アンド・サザン・オープンでは1回戦で世界ランク27位のアレクサンダー・ズベレフに6-7(4), 6-4, 6-2で勝利し、ATPマスターズ1000初勝利を挙げる。2回戦でニコラ・マユに6-3, 7-5で勝利し、日本人史上4人目のATPマスターズ1000で2勝を挙げた選手となった。3回戦では世界ランク6位のミロシュ・ラオニッチに1-6, 6-3, 3-6で敗れた。大会後の世界ランキングで自己最高の83位になった。
全米オープンでは予選2回戦でアレッサンドロ・ジャネッシに3-6, 6-3, 5-7で敗れた。9月のデビスカップワールドグループ・プレーオフのウクライナ戦でデビスカップ日本代表に2年半ぶりに招聘される。第3試合のダブルスに錦織圭と組んで出場。スミルノフ/スタホフスキー組に6-3, 6-0, 6-3で勝利し、日本のワールドグループ残留を決めた。

### 2017年 ツアー初優勝 日本人歴代2位
3月、第1シードとして出場した慶應チャレンジャー国際テニストーナメントの決勝で權順宇に勝利し、チャレンジャー7勝目を挙げた。深圳のチャレンジャー大会でも決勝まで進み、ブラジュ・カウチッチに勝利してチャレンジャー通算8勝目を挙げると共にトップ100に復帰した。
4月のバルセロナ・オープンでは予選決勝で敗退するも、第2シードで出場予定だった錦織が欠場したことにより、空いた枠にラッキールーザーで本戦に出場。1回戦で元世界ランキング5位のトミー・ロブレドを6-4, 6-3で勝利すると、2回戦で第9シードのリシャール・ガスケを4-6, 6-3, 7-6(3)で逆転勝利、3回戦で第7シードのパブロ・カレーニョ・ブスタを6-3, 6-3で勝利とシード選手を続けて撃破し、ATP500の大会で初のベスト8進出を果たした。準々決勝で第4シードのドミニク・ティエムに1-6, 2-6で敗れた。大会後のランキングでは、自己最高の73位を記録する。
全仏オープンでは1回戦で第25シードのスティーブ・ジョンソンに日没順延を挟んで2日がかりでフルセットに持ち込むも、3-6, 3-6, 7-6(4), 7-6(3), 3-6で敗れた。翌週のイギリスのサービトン・チャレンジャーで優勝しチャレンジャー通算9勝目を挙げ、大会後のランキングで自己最高位を64位に更新する。
6月下旬から7月初めの本年度から新設されたウィンブルドン選手権の前哨戦、アンタルヤ・オープンに出場。2回戦で第4シード、元世界ランキング3位のダビド・フェレール、準決勝で元世界ランキング8位のマルコス・バグダティスに勝利し、自身初のATPツアー決勝進出。決勝で同じくツアー初優勝を狙うアドリアン・マナリノに6-1, 7-6(4)で勝利してATPツアー初優勝を果たし、同大会の初代王者に輝いた。また、この優勝はグラスコートでのツアー大会日本人初優勝であり、かつ史上初のグラスコートサーフェスでの同一シーズンチャレンジャー大会及びツアー大会の優勝を達成することにもなった。大会後の世界ランキングで44位となりトップ50入りを果たし、松岡が現役時代に記録した世界ランキング最高位の46位を越えて日本人歴代2位の世界ランキングを記録した。
翌週のウィンブルドン選手権では1回戦で地元イギリスのブライダン・クラインと対戦し、7-6(5), 6-3, 6-0のストレート勝ちで四大大会初勝利を挙げる。2回戦でアンタルヤ・オープンの決勝で対戦したマナリノに1-6, 7-5, 6-4, 6-7(2), 2-6とフルセットで敗れた。
8月のウエスタン・アンド・サザン・オープンでは第13シードのジャック・ソック、ジョアン・ソウザを破り2年連続3回戦進出を果たすと、3回戦でカレン・ハチャノフを破りATPマスターズ1000初のベスト8進出を果たす。準々決勝で優勝したグリゴール・ディミトロフに敗れた。本戦初出場となった全米オープンは1回戦でジョフレー・ブランカノーに勝ち同大会初勝利を挙げる。2回戦でレオナルド・マイエルに7-6(3), 4-6, 3-6, 4-6で敗れた。9月のデビスカップワールドグループ・プレーオフのブラジル戦ではエースとしてシングルス2試合に出場。第1試合でギリェルメ・クレザールに6-2, 7-5, 7-6(5)で勝利、日本の2勝1敗で迎えた第4試合ではチアゴ・モンテイロに6-3, 6-2, 6-3で勝利し3勝1敗として、日本のワールドグループ残留を決めた。
アジアシーズンでは成都オープンではベスト4という成績を残す。ジャパン・オープン・テニス選手権では2回戦第1セットで第3シードミロシュ・ラオニッチに対し1ゲーム目をブレーク。直後ラオニッチの棄権で1-0で勝利し準々決勝進出。しかし、またしてもマナリノに敗れた。翌週の世界ランキングで自己最高の36位に浮上した。ストックホルム・オープンでもベスト8に進出した。年間最終ランキングは40位。

### 2018年 対世界ランクトップ10初勝利
全豪オープン前哨戦のホップマンカップに17年ぶりの日本代表として大坂なおみと出場し、杉田はアメリカ代表戦でジャック・ソックの棄権で勝利したが、日本は3連敗でラウンドロビン敗退となった。全豪オープンでは1回戦で世界ランク9位で第8シードのジャック・ソックと再び対戦し、6-1, 7-6(4), 5-7, 6-3で全豪初勝利、及びトップ10の選手から初めて勝利を挙げた。2回戦でイボ・カロビッチにフルセットの末敗れた。
2月のデビスカップ1回戦のイタリア戦では、エースとして出場し、第2試合でアンドレアス・セッピに勝利するも、第4試合でファビオ・フォニーニにフルセットの末に敗れ、日本は1回戦敗退となった。
3月以降は初戦敗退が続き、クレーコートシーズンは1勝も挙げることができなかった。
6月のグラスコートシーズンは、リベマ・オープンで初戦のニコロズ・バシラシビリに6-3, 6-2で勝利し、連敗を10、初戦敗退を9でストップさせた。続くゲリー・ウェバー・オープンでは2回戦で、世界ランキング7位のドミニク・ティエムに6-2, 7-5で勝利し、自身2度目の対トップ10の勝利を挙げた。ウィンブルドン選手権は初戦敗退。後半戦はATPツアーだけでなく、チャレンジャーでも早期敗退に終わり、年間最終ランキングは145位まで降下した。

### 2019年 チャレンジャー10勝目
全豪オープンでは予選2回戦敗退。2年ぶりにグランドスラム本選出場を逃した。それでもウィンブルドン選手権では予選突破して本選入り。1回戦でラファエル・ナダルにストレートで敗れた。全米オープンでは予選2回戦敗退。7月〜8月は酷暑の中、ATPチャレンジャーツアーに転戦し、3大会連続決勝進出(優勝2回、準優勝1回)を果たした。この間にランキングは100以上浮上した。さらにストックホルム・オープンでベスト4、兵庫ノアチャレンジャーで準優勝の成績を挙げ、年間最終ランキングは103位。

### 2020年 グランドスラム2回戦進出
1月6日付のランキングでトップ100に復帰。全豪オープンは2年ぶりに初戦を突破し、2回戦でアンドレイ・ルブレフに敗れた。年間最終ランキングは102位。

### 2021年 東京オリンピック出場
東京2020オリンピックの男子シングルスに出場したが、1回戦でイタリアのファビオ・フォニーニに敗れた。年間最終ランキングは161位。

### 2022年 トップ1000圏外
5月には世界ランキング265位となっており、全仏オープンでは予選1回戦で敗退した。さらに同年9月26日の同ランキングでは1090位まで大幅にランキングを下降させた。年間最終ランキングは913位。

### 2023年 引退
1月には世界ランキングが913位までに下降した。プロテクト・ランキングを利用して全豪オープンの予選に出場するも、予選2回戦敗退。7月には今シーズン限りで引退すると発表した。年間最終ランキングは1083位。

## 私生活
2019年6月28日、結婚したことを自身のSNSで発表した。翌月のウィンブルドン選手権1回戦はセンターコートで行われ、ファミリーボックスで観戦する妻の姿が見られた。

## ATPツアー決勝進出結果

### シングルス: 1回 (1勝0敗)
| 大会カテゴリ                    |
| グランドスラム (0–0)            |
| ATPファイナルズ (0–0)           |
| ATPツアー・マスターズ1000 (0–0) |
| ATPツアー500 (0–0)              |
| ATPツアー250 (1–0)              |

| サーフェス       |
| ハード (0–0)     |
| クレー (0–0)     |
| グラス (1–0)     |
| カーペット (0–0) |

| 結果 | No. | 決勝日       | 大会       | サーフェス | 対戦相手             | スコア        |
| ---- | --- | ------------ | ---------- | ---------- | -------------------- | ------------- |
| 優勝 | 1.  | 2017年7月1日 | アンタルヤ | 芝         | アドリアン・マナリノ | 6–1, 7–6(7–4) |

## ATPチャレンジャーツアー・ITFワールドテニスツアー決勝
| ATPチャレンジャーツアー（11） |
| ITFワールドテニスツアー（13） |

### シングルス
| No. | 年月日         | 大会                         | サーフェス | 対戦相手                           | 試合結果         |
| --- | -------------- | ---------------------------- | ---------- | ---------------------------------- | ---------------- |
| 1.  | 2006年9月11日  | 大阪F9フューチャーズ         | 芝         | Hsin-Han Lee                       | 6-2, 6-3         |
| 2.  | 2008年6月27日  | 昭和F6フューチャーズ         | 芝         | 岩見亮                             | 6-3, 4-6, 6-3    |
| 3.  | 2008年7月3日   | 有明F7フューチャーズ         | ハード     | 岩見亮                             | 3-6, 6-0, 7-5    |
| 4.  | 2008年8月16日  | インドネシアF1フューチャーズ | ハード     | KIM, Young-Jun                     | 6-1, 6-0         |
| 5.  | 2008年8月23日  | インドネシアF2フューチャーズ | ハード     | バーナード・トミック               | 6-3, 6-7, 6-3    |
| 6.  | 2008年10月25日 | 東京F11フューチャーズ        | クレー     | Kamil Capkovic                     | 6-4, 6-3         |
| 7.  | 2009年7月5日   | 札幌F7フューチャーズ         | クレー     | 井藤 祐一                          | 6-3, 7-5         |
| 8.  | 2009年10月25日 | 日大F9フューチャーズ         | クレー     | Kamil Capkovic                     | 6-4, 6-3         |
| 1.  | 2010年3月14日  | 京都チャレンジャー           | カーペット | マシュー・エブデン                 | 4-6, 6-4, 6-1    |
| 9.  | 2010年11月14日 | タイF4フューチャーズ         | ハード     | 小ノ澤新                           | 6-4, 6-2         |
| 10. | 2010年11月22日 | タイF5フューチャーズ         | ハード     | ロコ・カラヌシッチ                 | 6-4, 6-1         |
| 11. | 2012年7月9日   | インドネシアF2フューチャーズ | ハード     | Ti CHEN                            | 6-2, 7-5         |
| 12. | 2012年10月14日 | 柏F8フューチャーズ           | ハード     | Yong-Kyu LIM                       | 7-6, 6-2         |
| 2.  | 2013年9月8日   | 上海チャレンジャー           | ハード     | 守屋宏紀                           | 6-3, 6-3         |
| 3.  | 2014年6月25日  | プネーチャレンジャー         | ハード     | アドリアン・メネンデス＝マセイラス | 6-7(1), 6-4, 6-4 |
| 4.  | 2015年9月6日   | バンコクチャレンジャー       | ハード     | マルコ・トルンヘリーティ           | 6-4, 6-2         |
| 5.  | 2015年11月8日  | ホアヒンチャレンジャー       | ハード     | ステファン・ロベール               | 6-2, 1-6, 6-3    |
| 6.  | 2016年2月28日  | 京都チャレンジャー           | カーペット | 張擇                               | 5-7, 6-3, 6-4    |
| 7.  | 2017年3月5日   | 慶應チャレンジャー           | ハード     | 權順宇                             | 6–4, 2–6, 7–6(2) |
| 8.  | 2017年3月19日  | 深圳チャレンジャー           | ハード     | ブラジュ・カウチッチ               | 7-6(6), 6-4      |
| 9.  | 2017年6月11日  | サービトンチャレンジャー     | 芝         | ジョーダン・トンプソン             | 7–6(7), 7–6(8)   |
| 10. | 2019年7月28日  | ビンガムトンチャレンジャー   | ハード     | ジョアン・メネゼス                 | 7–6(2), 1-6, 6-2 |
| 11. | 2019年8月11日  | 四日市チャレンジャー         | ハード     | ジェームス・ダックワース           | 3-6, 6-3, 7-6(1) |

## 成績
略語の説明
| W | F | SF | QF | #R | RR | Q# | LQ | A | Z# | PO | G | S | B | NMS | P | NH |

W=優勝, F=準優勝, SF=ベスト4, QF=ベスト8, #R=#回戦敗退, RR=ラウンドロビン敗退, Q#=予選#回戦敗退, LQ=予選敗退, A=大会不参加, Z#=デビスカップ/BJKカップ地域ゾーン, PO=デビスカップ/BJKカッププレーオフ, G=オリンピック金メダル, S=オリンピック銀メダル, B=オリンピック銅メダル, NMS=マスターズシリーズから降格, P=開催延期, NH=開催なし.

### シングルス

#### グランドスラム大会
| 大会                 | 2009 | 2010 | 2011 | 2012 | 2013 | 2014 | 2015 | 2016 | 2017 | 2018 | 2019 | 2020 | 2021 | 2022 | 2023 | 通算成績 |
| -------------------- | ---- | ---- | ---- | ---- | ---- | ---- | ---- | ---- | ---- | ---- | ---- | ---- | ---- | ---- | ---- | -------- |
| 全豪オープン         | A    | Q1   | Q2   | Q3   | Q1   | Q3   | Q3   | 1R   | Q2   | 2R   | Q2   | 2R   | 1R   | A    | Q2   | 2–4      |
| 全仏オープン         | A    | Q1   | A    | Q1   | A    | Q1   | Q1   | A    | 1R   | 1R   | A    | 1R   | A    | Q1   | A    | 0–3      |
| ウィンブルドン選手権 | A    | Q1   | Q2   | Q3   | Q1   | 1R   | 1R   | Q1   | 2R   | 1R   | 1R   | NH   | 1R   | Q1   | A    | 1–6      |
| 全米オープン         | Q1   | Q3   | Q1   | Q1   | Q1   | Q3   | Q2   | Q2   | 2R   | 1R   | Q2   | 1R   | 1R   | A    | A    | 1–4      |

#### 大会最高成績
| 大会                 | 成績 | 年            |
| -------------------- | ---- | ------------- |
| ATPファイナルズ      | A    | 出場なし      |
| インディアンウェルズ | 1R   | 2018          |
| マイアミ             | 1R   | 2018          |
| モンテカルロ         | 1R   | 2018          |
| マドリード           | 1R   | 2018          |
| ローマ               | 1R   | 2018          |
| カナダ               | 1R   | 2016–2018     |
| シンシナティ         | QF   | 2017          |
| 上海                 | 1R   | 2016, 2017    |
| パリ                 | 1R   | 2017          |
| オリンピック         | 2R   | 2016          |
| デビスカップ         | 1R   | 2012, 2016-19 |
| ATPカップ            | A    | 出場なし      |

## 対世界ランクトップ10勝利
| 年     | 2017 | 2018 | 合計 |
| 勝利数 | 0    | 2    | 2    |

| No.  | 対戦相手           | ランク | 大会                       | サーフェス | ラウンド | スコア                  | 杉田 ランク |
| ---- | ------------------ | ------ | -------------------------- | ---------- | -------- | ----------------------- | ----------- |
| 2018 |                    |        |                            |            |          |                         |             |
| 1.   | ジャック・ソック   | 9      | 全豪オープン               | ハード     | 1回戦    | 6-1, 7-6(7-4), 5-7, 6-3 | 41          |
| 2.   | ドミニク・ティーム | 7      | ゲリー・ウェバー・オープン | 芝         | 2回戦    | 6-2, 7-5                | 52          |

## デビスカップ
| 年     | ステージ                             | オーダー            | 対戦国       | 対戦相手                                      | スコア                       |
| ------ | ------------------------------------ | ------------------- | ------------ | --------------------------------------------- | ---------------------------- |
| 2011年 | ワールドグループ・プレーオフ         | シングルス1         | インド       | ソムデブ・デバルマン                          | 6-3, 6-4, 7-5                |
| 2011年 | ワールドグループ・プレーオフ         | ダブルス (伊藤竜馬) | インド       | マヘシュ・ブパシ ロハン・ボパンナ             | 5-7, 6-3, 3-6, 6-7(4-7)      |
| 2012年 | ワールドグループ・1回戦              | ダブルス (伊藤竜馬) | クロアチア   | イワン・ドディグ イボ・カロビッチ             | 4-6, 4-6, 6-3, 3-6           |
| 2013年 | アジア・オセアニア・グループ1・2回戦 | シングルス4         | インドネシア | クリストファー・ルンカット                    | 6-1, 6-3                     |
| 2016年 | ワールドグループ・プレーオフ         | ダブルス (錦織圭)   | ウクライナ   | セルジー・スタホフスキー アルテム・スミルノフ | 6-3, 6-0, 6-3                |
| 2017年 | ワールドグループ・1回戦              | ダブルス (内山靖崇) | フランス     | ピエール＝ユーグ・エルベール ニコラ・マユ     | 3-6, 4-6, 4-6                |
| 2017年 | ワールドグループ・プレーオフ         | シングルス1         | ブラジル     | ギリェルメ・クレザール                        | 6-2, 7-5, 7-6(7-5)           |
| 2017年 | ワールドグループ・プレーオフ         | シングルス4         | ブラジル     | チアゴ・モンテイロ                            | 6-3, 6-2, 6-3                |
| 2018年 | ワールドグループ・1回戦              | シングルス2         | イタリア     | アンドレアス・セッピ                          | 4-6, 6-2, 6-4, 4-6, 7-6(7-1) |
| 2018年 | ワールドグループ・1回戦              | シングルス4         | イタリア     | ファビオ・フォニーニ                          | 6-3, 1-6, 6-3, 6-7(6-8), 5-7 |
| 2019年 | 決勝グループステージ                 | シングルス1         | セルビア     | フィリプ・クライノビッチ                      | 2-6, 4-6                     |